# Taishan (Tai’an)

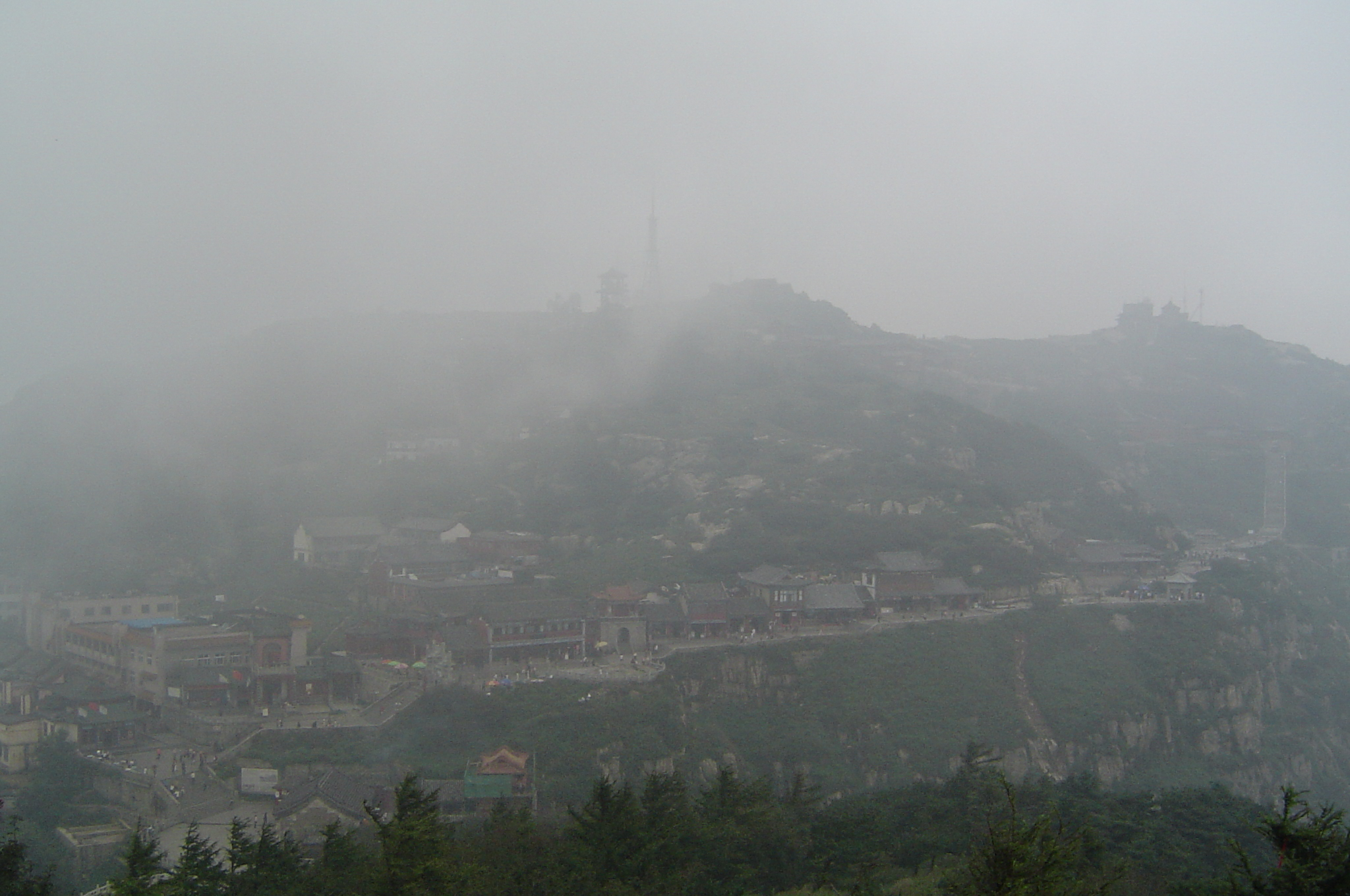
Sogenannte „Himmlische Straße“ am Tai Shan, im Stadtbezirk Taishan

Der Stadtbezirk Taishan (泰山区,  Tàishān Qū) ist ein Stadtbezirk in der chinesischen Provinz Shandong. Er gehört zum Verwaltungsgebiet der bezirksfreien Stadt Tai’an. Taishan hat eine Fläche von 336,9 Quadratkilometern und zählt 760.045 Einwohner (Stand: Zensus 2010). Er ist Zentrum und Regierungssitz von Tai’an.

## Administrative Gliederung
Auf Gemeindeebene setzt sich der Stadtbezirk aus fünf Straßenvierteln, zwei Großgemeinden und einer Gemeinde zusammen. 